# Lili Leitão
Luiz Antônio Gondim Leitão (Niterói, 25 de janeiro de 1890 – 4 de abril de 1936), conhecido como Lili Leitão, foi um poeta e dramaturgo brasileiro, figura importante no gênero satírico.
Publicou sonetos humorísticos sob o pseudônimo de Bacorinho. Também escreveu poemas eróticos, como os que foram seu último livro, Comidas bravas.

## Obras

### Poesia
- Sonetos (1913)
- Vida apertada (1926)
- Comidas bravas

### Teatro
- Tudo na rua (1914)
- Então não sei? (1915)
- Pra cima de moi (1916)
- Logo cedo (1917)
- Das duas uma (1918)
- Eu aqui e ela lá (1918)
- O espora (1918)
- Bancando o trouxa (1921)
- Demi-garçonete (1924)
- Niterói em cuecas (1924)
- A ceia dos presidentes (1924) - paródia de A ceia dos coronéis, de Bastos Tigre (em parceria com Nestor Tangerini)
- O rende-vous amarelo (1930)
- Minha sogra é do outro mundo (1933)
- Tudo pelo Brasil (1933) (em parceria com Nestor Tangerini)[2]